# بنيامين إنغروسو
بنيامين دانييل واهلغرين إنغروسو (مواليد 14 سبتمبر 1997) هو مغني وكاتب أغاني ومنتج تسجيلات سويدي.

## النشأة
ينحدر إنغروسو من عائلة معروفة في السويد: والدته بيرنيلا وولغرين مغنية معروفة، ووالده إميليو إنغروسو صاحب مطعم. إنه عازف بيانو وعازف جيتار علم نفسه بنفسه.